# Ottomar R. Hedenblad
Ottomar Rudolf Hedenblad, född 2 augusti 1839, död 1 oktober 1922 i Helsingborg, var en svensk militär och kommunalpolitiker. Han var ordförande för Helsingborgs stads drätselkammare åren 1909 till 1914 och riddare av Vasaorden och Nordstjärneorden.

## Biografi
Hedenblad tog studentexamen 1856 och blev underlöjtnant vid Norra skånska infanteriregementet 1858. År 1887 avancerade han till major, 1892 till överstelöjtnant och slutligen till överste i armén 1896.
Han kom att engagera sig i Helsingborgs kommunpolitik och blev 1886 ledamot av stadens drätselkammare och senare även ledamot av stadsfullmäktige 1890. År 1904 blev han vice ordförande för drätselkammaren under konsul Oscar Trapp och satt även som vice ordförande för stadens nybildade spårvagnsförvaltning under dess första år. Hedenblad efterträdde Trapp som drätselkammarens ordförande 1909. Under sin tid som ordförande kom han bland annat verka för att Norra skånska infanteriregementet skulle förläggas i Helsingborg. Detta kom dock att istället placeras i Kristianstad. Staden erbjöds däremot Skånska husarregementet 1915, vilket man godtog. Detta flyttade in i Bergakasernerna norr om staden. Senare omorganiserades detta till Skånska kavalleriregementet (K2). Vi denna tid hade Hedenblad dock avgått som ordförande för drätselkammaren och var från och med 1915 vice ordförande för stadsfullmäktige.
Hedenblad drog sig tillbaka från sina politiska uppdrag 1918 och avled 1922. Hans gravvård återfinns på Donationskyrkogården i Helsingborg.